# Tribhuvan del Nepal
Tribhuvan Bir Bikram Shah Dev (त्रिभुवन वीर विक्रम शाहदेव - Tribhuvana Vīra Vikrama Śāhadeva; Katmandu, 30 giugno 1906 – Zurigo, 13 marzo 1955) è stato re del Nepal dal dicembre 1911 al novembre 1950 e dal gennaio 1951 al marzo 1955.

## Biografia
Tribhuvan nacque a Kathmandu il 30 giugno 1906, figlio del re Prithvi e della regina Divyeshwari.
Si insediò alla morte del padre nel dicembre 1911, ma data la sua giovane età la madre espletò le funzioni di reggente fino al 1918.
In questo periodo la carica di re del Nepal era un titolo puramente rappresentativo e formale: il sovrano non disponeva di alcuno spazio decisionale, essendo il potere politico concentrato dal 1846 nelle mani della famiglia Rana, dinastia ereditaria di Primi ministri. Il monarca era invece obbligato alla reclusione nel palazzo reale, e non gli era permesso l'esercizio del potere esecutivo, di pertinenza esclusiva dei governi Rana.
Nel novembre 1950, grazie all'intervento del neonato partito del Congresso nepalese ed all'aiuto diplomatico dell'ambasciata indiana, Tribhuvan riuscì a fuggire in esilio in India. Come reazione, l'allora primo ministro Mohan Rana decise di insediare in sua vece il nipote Gyanendra, allora un bambino di soli tre anni.
I Rana, anche su pressione dell'India, si videro costretti a concedere una serie di riforme democratiche, e nel febbraio 1951 il re poté ritornare in patria. L'ultimo primo ministro ereditario rassegnò le dimissioni il 12 novembre 1951, anche se in seguito altri membri della famiglia Rana, o con forti legami con essa, avrebbero ricoperto per nomina regia la carica di capo del governo del Nepal.
Negli anni seguenti il re si spese per le riforme e l'instaurazione di un sistema politico democratico e multipartitico.
Morì il 13 marzo 1955 mentre era in cura in un ospedale di Zurigo.